# Stop Whispering
Stop Whispering è il quarto singolo pubblicato dalla band alternative rock inglese dei Radiohead, estratto dal loro album di debutto Pablo Honey (1993).

## Tracce
1. Stop Whispering – 4:12
2. Creep (Acoustic) – 4:21
3. Pop Is Dead – 2:15
4. Inside My Head (Live) – 3:06

## Classifiche
| Classifica (1993)         | Posizione massima |
| ------------------------- | ----------------- |
| Stati Uniti (alternative) | 23                |